# Zvonek klubkatý
Zvonek klubkatý (Campanula glomerata) je jedním ze vzrůstných, odolných a dlouze modrofialově kvetoucích bylin, druh rodu zvonek který v zahradách i ve volné přírodě České republiky vyrůstá.

## Výskyt
Druh je rozšířen hlavně ve střední a západní Evropě, ve zbytku kontinentu vyrůstá řidčeji. Roste také v mírném pásu Asie a to od Turecka přes Střední Asii, Čínu, Mongolsko, ruskou Sibiř a Dálný východ až po Koreu a Japonsko. Druhotně se dostal do východních oblastí Severní Ameriky.
Je to rostlina původem z lesostepí, roste nejčastěji na lesních okrajích, prosluněných křovinatých i kamenitých stráních, nebo okrajích cest. Občas se nachází na subalpínských loukách až v nadmořské výšce 2600 m. Nesnáší zamokřená místa, vyhledává spíše vysychavé, kypré, hluboké, neutrální až slabě zásadité půdy.
V Česku zvonek klubkatý roste od nížin až do cca 800 m n. m., v teplejších oblastech je hojnější. V současné době je považován za rostlinu která na některých místech znatelně ustupuje.

## Popis

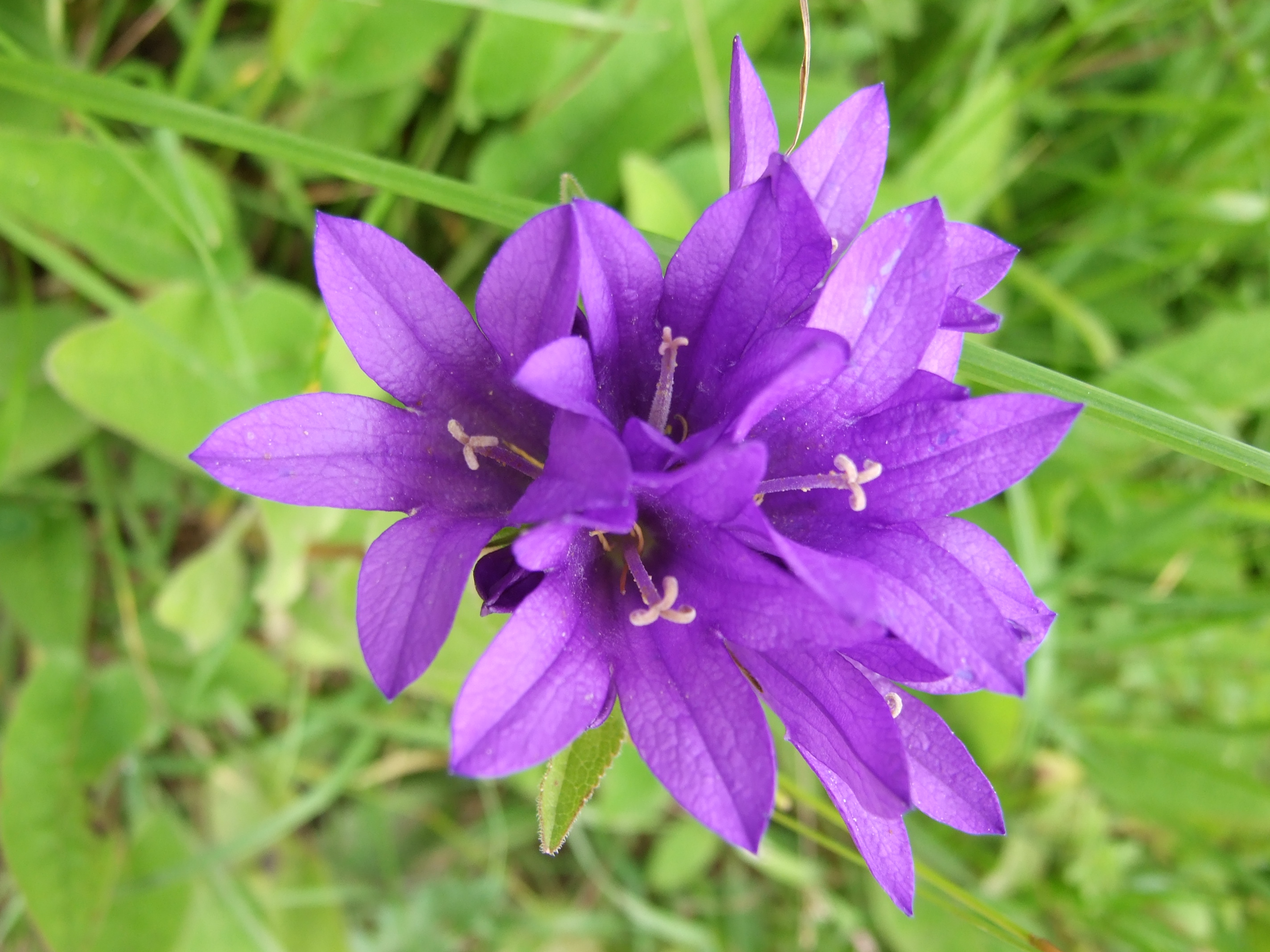
Květenství

Vytrvalá trsnatá rostlina porostlá jen měkkými plstnatými chlupy nebo zřídka kdy lysá, s 30 až 60 cm vysokou lodyhou rostoucí z tlustého šikmého a později dřevnatého oddenku. Přímá, obvykle nevětvená, jen slabě hranatá lodyha bývá nafialovělá nebo načervenalá. Přízemní a spodní lodyžní listy s dlouhými řapíky (až 2 cm) jsou podlouhle vejčité nebo podlouhle elipsovité, u báze jsou plytce srdčité či zaokrouhlené a na vrcholu mají ostrý neb tupý hrot. Střední a horní listy jsou krátce řapíkaté až přisedlé, někdy i poloobjímavé, elipsovité, podlouhlé až kopinaté, horní přecházejí v listeny. Všechny listy jsou tuhé, po obvodu jemně zoubkované, ploché nebo žlábkovitě promáčknuté, rovné nebo srpovitě zahnuté, z obou stran chlupaté, pýřité nebo ojediněle holé. Mohou být dlouhé až 10 cm a široké 3 cm.
Oboupohlavné, pětičetné, modrofialové (od světlého po tmavý odstín) nebo jen ojediněle bílé květy vyrůstající na vrcholu lodyhy vytvářejí mnohočetné kulovité květenství strboul. Někdy ještě další květy rostou po jednom až čtyřech v klubíčkách v úžlabí vejčitých nebo kopinatých listenů v hořejší části lodyhy. Kolmo odstávající, protáhlé, trojúhelníkovité, špičaté a někdy na koncích nazpět ohnuté kališní lístky jsou jen třetinové nebo čtvrtinové korunních lístků dlouhých 1,5 až 2,5 cm. Koruna bývá nálevkovitá nebo zvonkovitá, do třetiny nebo poloviny je dělená na podlouhle vejčité nebo kopinaté lístky které jsou na koncích tupé nebo špičaté. V květu je pět tyčinek a čnělka s trojramennou bliznou kratší nebo nejvýše tak dlouhá jako koruna. Rostliny obvykle kvetou od června do září.
Plody jsou vejčité nebo kuželovité tobolky asi 4 mm dlouhé. Obsahující podlouhlá, mírné smáčkla, 1 až 1,5 mm velká semena která ve zralosti z tobolky vypadávají třemi otvory ve dnu. Na stanovišti se zvonek klubkatý rozšiřuje rozrůstáním oddenků nebo na delší vzdálenosti zanáší semena vítr.

## Taxonomie

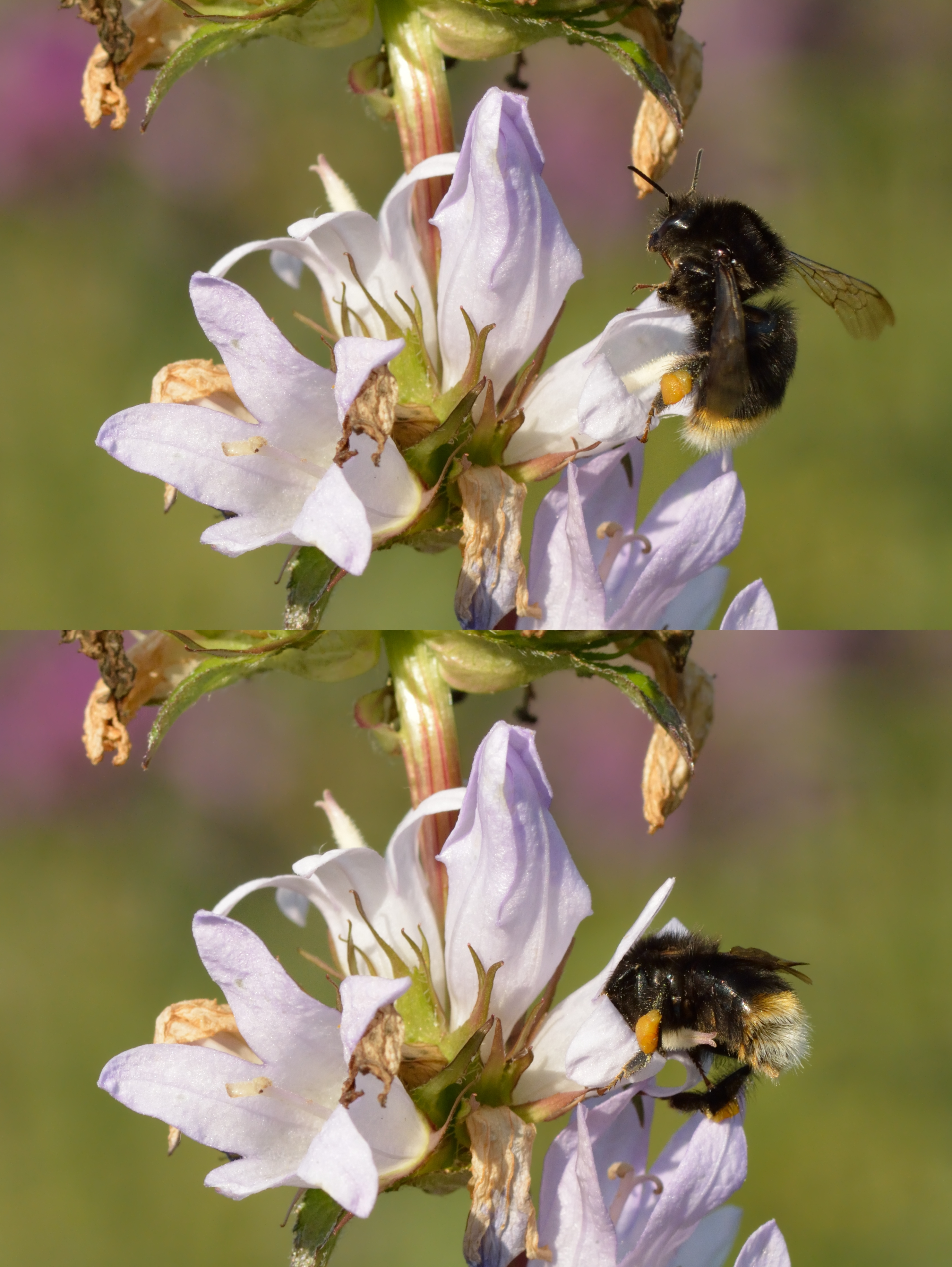

Jedná se o rostlinu s variabilními listy, lodyhami i ochlupením. Je rozeznáváno až 15 poddruhů, v Česku rostou dva:
- zvonek klubkatý pravý (Campanula glomerata L. subs. glomerata)
- zvonek klubkatý pomoučený (Campanula glomerata L. subs. farinosa) (Besser) Kirschl.

Zvonek klubkatý pomoučený se od nominátního poddruhu odlišuje obzvláště jemnými, šedě plstnatými chlupy díky jimž listy vypadají na spodní straně jako pomoučené. V ČR se jeho stavy rapidně snižují a je proto Červeným seznamem cévnatých rostlin České republiky z roku 2012 považován za silně ohrožený (C2b).

## Význam
Rostlina se pro své trvanlivé květenství pěstuje i v zahradách kde plní funkci nenáročné trvalky, byly vyšlechtěny variety s obzvláště bohatou násadou květů. Kvetoucí lodyhu lze použít i jako řezanou do vázy kde dlouho vydrží kvést.
Rostliny je možno rozmnožovat na jaře nebo na podzim dělením trsů, případně podzimním povrchovým výsevem semen která klíčí až tři měsíce.